# Nuhlu
Nuhlu ist eine Ortschaft (Köy) im Landkreis Karaisalı der türkischen Provinz Adana mit 118 Einwohnern (Stand: Ende 2024). Im Jahr 2011 hatte der Ort Nuhlu 189 Einwohner.